# .iq
‎.iq‏ دامنه اینترنتی کشور عراق است.